# Phygadeuon kiashii
Phygadeuon kiashii är en stekelart som beskrevs av Tohru Uchida 1930. Phygadeuon kiashii ingår i släktet Phygadeuon och familjen brokparasitsteklar. Inga underarter finns listade i Catalogue of Life.